# PHASE
Practical Help Achieving Self Empowerment (PHASE) ist eine Kooperation zwischen mehreren Nichtregierungsorganisationen aus Nepal, Österreich, dem Vereinigten Königreich und den Vereinigten Staaten von Amerika. Diese Organisationen sind auf die Verbesserung von Gesundheitsversorgung, Bildungsangeboten und Einkommenschancen für benachteiligte Bevölkerungen hauptsächlich in Nepal spezialisiert. Das Akronym PHASE steht für „Practical Help Achieving Self-Empowerment“ und fasst das Arbeitsethos der Organisation zusammen.

## Geschichte
PHASE wurde 2005 von einem Freundeskreis mit dem gemeinsamen Interesse, in Nepal zu arbeiten, gegründet. PHASE etablierte später mehrere Partnerschaften und arbeitet heute als PHASE Austria, PHASE Nepal, NTTI und PHASE Worldwide.

## Arbeit in Nepal
PHASE Nepal implementiert gemeindebasierte Projekte in entlegenen Gemeinden in Nepal. Die Organisation hat das Ziel, den Schwächsten in nepalesischen Dörfern zu helfen, sich aus der Armut zu befreien. PHASE Nepal arbeitet mit Gemeinden und lokalen Behörden zusammen, um die Grundlagen für eine Zukunft zu schaffen, die nicht auf externe Finanzierungen angewiesen ist. Das Hauptquartier von PHASE Nepal liegt in Dadhikot, knapp südlich des Araniko Highway zwischen Kathmandu und Bhaktabpur, Nepal. 2017 wurde ein neues Gesundheitsförderungsprojekt in Zusammenarbeit mit Ärzte der Welt gestartet.

## Aktivitäten
PHASE arbeitet mit entlegenen Gemeinden im Himalaya, um die Armut durch Verbesserung von Gesundheit, Bildung und Einkommenschancen zu verringern.
- Gesundheit:  Die Organisation unterstützt die medizinische Grundversorgung in Regionen, in denen diese Dienste schlecht oder gar nicht funktionieren. Sie unterstützt die Gesundheitszentren der nepalesischen Regierung mit besseren Gebäuden, Ausstattung, Medikamenten und qualifiziertem Personal. In den ersten neun Jahren seit der Gründung behandelten PHASE-Angestellte etwa 140.000 Patienten, leisteten bei mehr als 400 Geburten Geburtshilfe und bauten 480 Toiletten. Im letzten Berichtsjahr wurden in PHASE-unterstützten Gesundheitsposten mehr als 100.000 Patientenkontakte und 916 begleitete Geburten verzeichnet. 2009 ermöglichte eine Förderung der Humanitären Stiftung der British Medical Association (BMA) PHASE Nepal die Publikation eines Handbuchs für die klinische Behandlung[7] in Nepal, das sich speziell an Angestellte in der medizinischen Primärversorgung in Nepal richtet. 2017 hatte PHASE Nepal im Gesundheitsbereich ca. 40 Angestellte, die in 21 Gemeinden in 6 Bezirken Nepals arbeiten.
- Bildung:  PHASE Nepal will die Alphabetisierung der Menschen verbessern, um Kindern und Erwachsenen größere Chancen und Entscheidungsmöglichkeiten zu geben. PHASE Nepal unterstützt Regierungsschulen mit Lehrmaterial, Gebäuden, Gehältern für zusätzliche Lehrkräfte, frühkindliche Entwicklungsprogramme und Stipendien. Seit 2006 konnte PHASE 10 Schulen mit einer sicheren Trinkwasserversorgung und Toiletten ausstatten, eine Schule auf Sekundarschulniveau aufwerten, damit die Kinder in ihrer Heimatgemeinde den Schulabschluss machen können, unterstützte 60 Kinder dabei, ein Aufholprogramm abzuschließen und ihre Schulbildung an der Normalschule fortzusetzen, und ermöglichte über 200 Frauen den Abschluss eines Alphabetisierungskurses.
- Einkommen:  PHASE Nepal will die Einkommensmöglichkeiten verbessern. Zwischen 2006 und 2011 führte es verbesserte Düngemethoden ein und förderte den Anbau von Marktfrüchten, um die Erträge zu verbessern. PHASE Nepal führt auch Zuchtprogramme durch, um durch Milch, Eier und Fleischproduktion die Ernährungssituation zu verbessern und durch den Verkauf Zusatzeinkommen zu schaffen.

## PHASE-Partner

### PHASE Austria
PHASE Austria (gemeinnütziger Verein, gegründet 2007) sammelt Gelder zur Unterstützung verschiedener Aspekte der Arbeit von PHASE Nepal. Ursprünglich lag der Schwerpunkt hauptsächlich auf Bildungsprojekten, aktuell kommen auch Einkommens- und Gesundheitsprogramme hinzu. Seit 2011 konnte PHASE Austria Förderungen von der Stadt Wien, der Schweizer Stiftung NAK-Humanitas und dem österreichischen Sportministerium einwerben. Nach den verheerenden Erdbeben von 2015 konnte PHASE Austria zudem erhebliche Beiträge zu PHASEs Einsatz in der Katastrophenhilfe und im Wiederaufbau leisten. 2017 erhielt PHASE Austria für das Integrierte Programm zur Verbesserung der medizinischen Versorgung von Müttern und Kindern in Mugu, Westnepal, den Else Kröner-Fresenius-Preis für medizinische Entwicklungszusammenarbeit.

### PHASE Worldwide
PHASE Worldwide sammelt für PHASE Nepal Gelder und bietet technische Expertise. Der Sitz befindet sich in Rotherham, GB. Es erhielt 2014 vom Department for International Development Projektförderungen, diese Förderung besteht noch 2017. Die Organisation ist bei der britischen Charity Commission registriert und in folgenden Bereichen tätig:
- Fundraising über Dauerspenden, Veranstaltungen, Unterstützerveranstaltungen und Fundraiser, den Verkauf von nepalesischen Waren, über Kampagnen auf der Plattform GlobalGiving und über Projektförderungen von Organisationen wie u. a. dem BMA Humanitarian Fund, The British Society of Colposcopy and Cervical Pathology, The Funding Network (TFN), Lions.[8]
- Entwicklung von Unterrichtsmaterial für den Unterricht in Global Citizenship in Grundschulen und für die Entwicklung der unternehmerischen Fähigkeiten von Heranwachsenden im UK.
- PHASElets ist die Jugendorganisation (unter 16-Jährige) von PHASE Worldwide. Ihr Ziel besteht darin, Bewusstsein für die Ziele von PHASE zu schaffen und Geld für die Projekte zu sammeln.

## Partnerschaften
PHASE arbeitet mit einzelnen Ehrenamtlichen und Organisationen zusammen, um eine stetige Verbesserung von Programmdesign und -umsetzung zu ermöglichen. Unter anderem bestehen Partnerschaften mit dem Child Welfare Scheme, es gibt Freiwilligenprogramme für NHS-Mitarbeiter und Kooperationen mit Krankenhäusern, Verbindungen zur University of Sheffield und zur St George’s, University of London, die Studierenden im Rahmen ihrer Ausbildung eine Nepal-Erfahrung ermöglichen, und eine Partnerschaft mit Hewlett-Packard, die einem Team von PHASE-Gesundheitsangestellten Laptops für ihre Arbeit in den Gesundheitsposten und einen Laptop für die elektronische Datenspeicherung im Hauptquartier in Nepal zur Verfügung stellten.

## Schirmherrschaften und Botschafter

### Brian Blessed
Brian Blessed, ein englischer Film- und Bühnenschauspieler, stammt aus Rotherham, wo PHASE gegründet wurde. Er reiste mehrere Male in den Himalaya und versuchte drei Mal den Mount Everest zu besteigen. 1993 erreichte er eine Höhe von 8.595 Metern. Er ist auch der älteste Mann, der je zu Fuß den magnetischen Nordpol erreicht hat. Er ist Schirmherr von PHASE Worldwide.

### Rosie Swale-Pope
Swale-Pope ist eine Schweizer Abenteurerin, Autorin und Marathonläuferin. 2003 lief sie die 1,700 Kilometer quer durch Nepal und stellte dabei mit 68 Tagen einen neuen Weltrekord auf. Das gesammelte Geld wurde für ein Gesundheitscamp in Humla, Nepal verwendet. Sie ist Schirmherrin von PHASE Worldwide.

### Alex Staniforth
Staniforth wurde 2006 PHASE-Botschafter, als er 20 Jahre alt war. Alex versuchte zweimal, den Everest zu besteigen, wurde allerdings durch die Erdbeben in Nepal 2015 daran gehindert. Nach dieser Katastrophe arbeitete Alex mit PHASE zusammen und sammelte mehr für den Katastrophenhilfefonds für Nepal mehr als £15.000 und half bei der Organisation der Veranstaltung „Walk for Nepal“ am ersten Jahrestag des Erdbebens 2016. Insgesamt hat er bisher mehr als £50.000 für Nepal gesammelt. Im Herbst 2016 versuchte Alex als PHASE-Botschafter den Cho Oyu zu besteigen, den sechsthöchsten Berg der Welt.